# Oms (Pyrénées-Orientales)
Oms település Franciaországban, Pyrénées-Orientales megyében. Lakosainak száma 354 fő (2022. január 1.). Oms Montauriol, Llauro, Vivès, Céret, Reynès, Taillet és Calmeilles községekkel határos.

## Földrajz

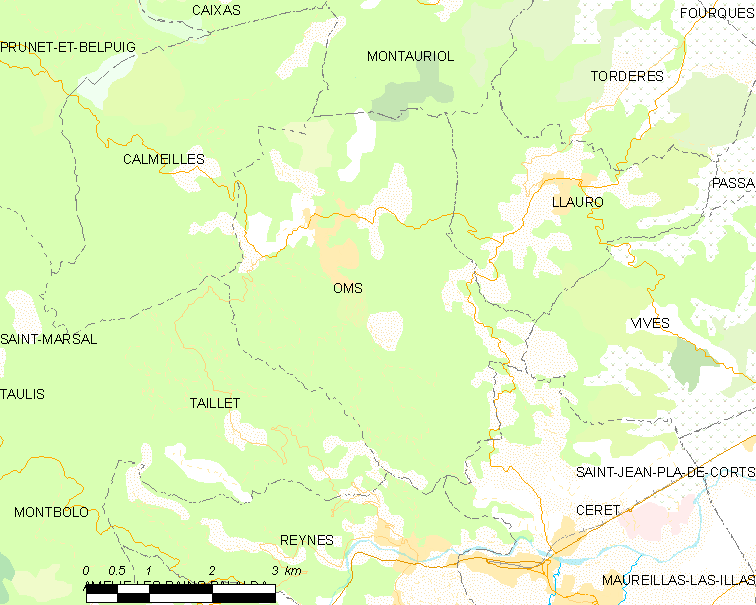
Oms térkép

## Népesség
A település népességének változása:
| Lakosok száma | 324  | 328  | 335  | 333  | 335  | 332  | 334  | 344  | 354  |
|               | 2013 | 2015 | 2016 | 2017 | 2018 | 2019 | 2020 | 2021 | 2022 |